# Tuscarora

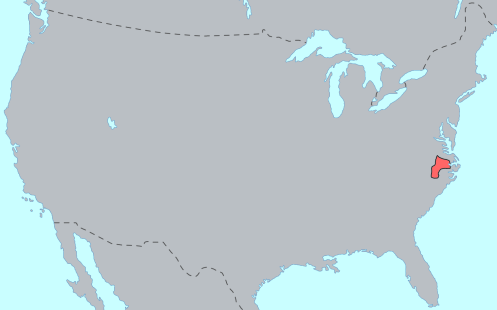
Territorio originario de los Tuscarora.

Los tuscarora son una tribu indígena de América del Norte miembro de la Confederación Iroquesa, cuyo nombre proviene de ska-ru-ran, que significa “recolectores de cáñamo”. Vivían originariamente cerca de la actual Raleigh, Carolina del Norte, aunque en la actualidad la mayoría viven en la reserva Tuscarora del estado de Nueva York, cerca de las cataratas del Niágara, y algunos otros en su territorio original y en Ontario, Canadá.
Antiguamente eran una tribu poderosa, pero después de los enfrentamientos contra los colonos en 1711 quedaron muy diezmados, y se vieron obligados a pedir vasallaje a la Confederación Iroquesa, siendo admitidos como uno de sus miembros.
Eran 5.600 en 1708, pero en 1970 eran 600 en Ontario y 700 en Nueva York y Carolina del Norte. Según Asher eran 1000, de los cuales 333 hablaban la lengua. Según el censo de los Estados Unidos de 2000 había 3.705 tuscarora en su territorio.

## Lista de tuscaroras célebres
- John Napoleon Brinton Hewitt
- Teresa Morris
- Kelly Lynne D'Angelo